# Échangeur de Destelbergen
L'échangeur de Destelbergen est un échangeur de Belgique entre l'A14 (E17) et le R4 de type en trèfle et en turbine.
Les quatre directions vont, en partant de l'ouest, vers Courtrai, Zelzate, Anvers et Bruxelles.